# Yasmina Reza
Yasmina Reza (născută Évelyne, Agnès, Yasmina Reza, 1 mai 1959, Paris) este actriță, scriitoare, dramaturg-regizor, translatoare și autoare franceză.

## Operă

### Romane
- Adam Haberberg, Editura Albin Michel, 2002
- Heureux les heureux, Editura Flammarion, 2013

### Piese de teatru
- Conversations après un enterrement, 1987
- La Traversée de l'hiver, 1990
- « Art », 1994
- L'Homme du hasard, 1995
- Trois versions de la vie, 2001
- Une pièce espagnole, 2004
- Le Dieu du carnage , 2006
- Comment vous racontez la partie, 2011
- Bella Figura, 2015

### Povestiri și eseuri
- Hammerklavier, 1997
- Une désolation, 1999
- Adam Haberberg, 2003
- Nulle part, 2005
- Dans la luge d'Arthur Schopenhauer, 2005 ISBN: 2253121177
- L'Aube le Soir ou la Nuit, 2007 ISBN: 2081209160

### Scenaristă
- À demain de Didier Martiny, 1983
- Le Pique-nique de Lulu Kreutz de Didier Martiny, 2000
- Chicas de Yasmina Reza, 2010
- Carnage de Roman Polanski, 2011

### Regizoare
- Chicas, 2010

## Opere traduse în limba română

### Romane
- Fericiti cei fericiti, Polirom, 2013, ISBN 9789734637874 Arhivat în 28 ianuarie 2016, la Wayback Machine.

### Piese de teatru
- Artă - regia Sorin Misirianțu (Teatrul Național din Cluj); Cristi Juncu (Teatrul Bulandra)
- Zeul măcelului - regia Cristian-Valeriu Hadji-Culea
- Doamne… ce măcel! - regia Lucian Giurchescu  (Teatrul de comedie)

## Premii și distincții
- Molière de l'auteur :
  - 1987 : Conversations après un enterrement
  - 1995 : « Art »
- Premiile Tony pentru cea mai bună piesă[3] : 
  - 1998 : « Art »
  - 2009 : Le Dieu du carnage (Zeul măcelului)
- Premiul Laurence Olivier pentru cea mai bună comedie nouă:
  - 1997 : « Art »
  - 2009 : Le Dieu du carnage (Zeul măcelului)
- 2000 : Grand prix du théâtre de l’Académie française
- 2005 : Premiul literar WELT
- 2010 : Premiile AC pentru cea mai bună piesă
- Premiul César pentru cel mai bun scenariu adaptat pentru Carnage (Doamne… ce măcel!)
- 2013 : Premiul literar Le Monde (categoria: roman francez)
- 2013 : Premiul Marie Claire
- 2014 : Premiul de cultură internațional Kythera